# Nosówka (Ukraina)
Nosówka (ukr. Носівка) – miasto w obwodzie czernihowskim Ukrainy, do 2020 roku siedziba władz rejonu nosowskiego.

## Historia
Pierwsza wzmianka o miejscowości pochodzi z 1147 roku.
Do 1619 należała do starostwa osterskiego. W 1630 została nadana wojewodzie kijowskiemu Adamowi Kisielowi za udział w wojnie smoleńskiej.

Wchodziła niegdyś w skład starostwa niegrodowego nossowskiego, leżącego w województwie kijowskim. Podług lustracyi z 1622 r. obejmowało ono: Nosówkę, Owrupice, Szołomki i Uhlenicę. Za przywilejem Jana Kazimierza z r. 1653 Posiadał je Stanisław Lanckoroński, w nagrodę męstwa okazanego w bitwie pod Beresteczkiem. Na sejmie z 1659 r. zamieniono je na dobra lenne i takowe wraz z dobrami Kisielówką Stany Rzplitej nadały Hrehoremu Hulanickiemu, pułkownikowi, w nagrodę za okazane męstwo w wielu bitwach.

## Demografia

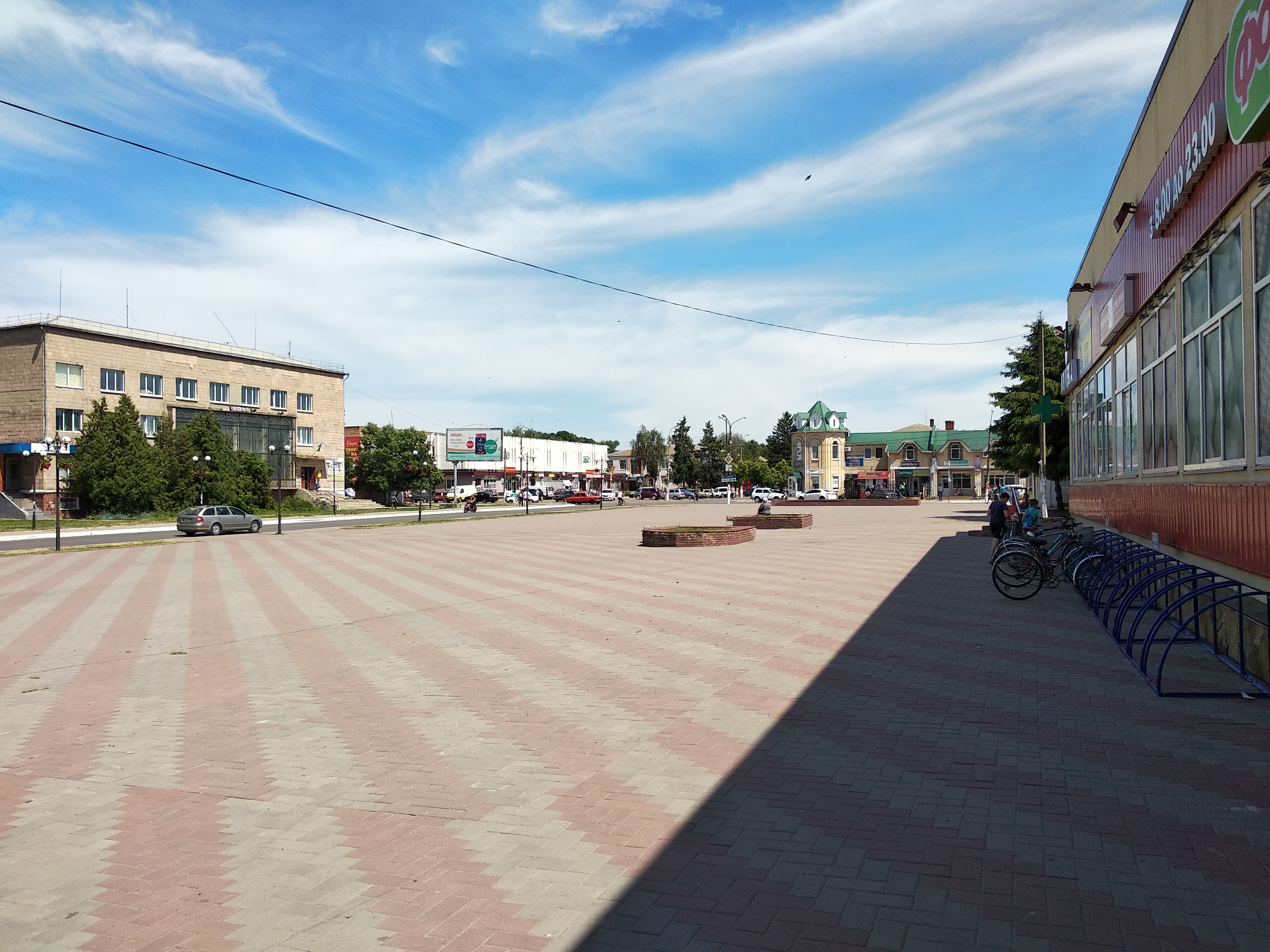
Główny plac w Nosówce